# Bachant
Bachant är en kommun i departementet Nord i regionen Hauts-de-France i norra Frankrike. Kommunen ligger i kantonen Berlaimont som tillhör arrondissementet Avesnes-sur-Helpe. År 2022 hade Bachant 2 246 invånare.

## Befolkningsutveckling
Antalet invånare i kommunen Bachant
| Referens: INSEE |